# Kurantbanken
Den københavnske Assignations-, Veksel- og Laanebank eller almindeligvis Kurantbanken fik kongelig oktroj i 1736. Den var organiseret som et privat aktieselskab.
Banken fik ret til at udstede sedler som lovligt betalingsmiddel i forhold til staten (men ikke borgere imellem). Sedlerne skulle være fuldt indløselige (mod sølvmønt).
Banken fik tilladelse til udlån med en maksimalrente på 5% (dog faktisk fastsat til 4%). Udlån kunne ske mod pant i obligationer, fast ejendom og varer; men banken kunne også udlåne uden sikkerhed. Banken modtog indlån mod et opbevaringsgebyr på 1 promille.
Banken ydede efterhånden store beløb som lån til staten, og seddelmængden udvidedes langt over, hvad der kunne dækkes af sølvbeholdningen. I 1745-1747 og fra 1757 blev sedlerne uindløselige, og i 1773 blev banken nationaliseret ved at aktionærerne modtog obligationer i stedet for aktierne. Fra statens side var Heinrich Schimmelmann ansvarlig for gennemførelsen af nationaliseringen. Bankens ledelse blev fra 1782 overtaget af statsminister Ove Høegh-Guldberg.
I 1788 måtte banken afgive en væsentlig del af sin forretning til en ny slesvig-holstensk speciesbank i Altona. Forud var gået en stor diskussion om bl.a. de politiske risici knyttet til to pengesystemer i monarkiet. Der var imidlertid også et hensyn til, at sedler fra Hamborg kunne overtage betalingsfunktioner i hertugdømmerne i lyset af de danske sedlers ringe omdømme.

## Den dansk-norske Speciesbank
Det rent papirbaserede seddelsystem og sammenblandingen af bankens og statens finanser gav anledning til mistillid og svingende valutakurser. I 1791 søgte man derfor at etablere Speciesbanken i København efter modellen fra hertugdømmerne. Banken blev etableret som et privat aktieselskab, mens Kurantbanken fortsatte. Speciesbankens sedler skulle være indløselige, og bankens sølvbeholdning skulle altid forholde sig til seddelmængden som 10 til 19. Samtidig skulle alle Kurantbankens sedler indløses med et fast beløb om året, men til variabel kurs, og sedlerne skulle herefter brændes offentligt ved bøddelen på Kongens Nytorv, København. En af ideerne var, at Kurantbankens sedler herved ville stige i værdi til pari i forhold til de sølvindløselige speciessedler.
Speciesbanken blev imidlertid også blandet dybt ind i statens finanser ved store lån, og i 1799 også ved at staten lånte halvdelen af bankens sølvbeholdning. Også tab knyttet til Københavns brand i 1795 og fallitter under genopbygningen bidrog til bankens problemer. Herefter var der ikke mulighed for at opkøbe kurantbanksedler.
I 1799 oprettedes så Depositokassen, som finansieredes ved at Kurantbanken skulle levere de nødvendige midler i sine sedler. Og ved krigens udbrud i 1807 udvidedes seddelmængden kraftigt. Værdien af sedlerne var ved udgangen af 1812 kun 1/14 af det pålydende.
Direktør for speciebanken og depositokassen 1791-1804 var Ove Malling.

## Rigsbanken
Ved statsbankerotten i 1813 lukkedes både Kurantbanken og Speciesbanken. Til at erstatte disse etableredes en Rigsbank, der skulle udstede rigsbankdalersedler, og som skulle indløse kurantsedlerne med 1
rigsbankdalerseddel for 6 rigsdaler kurant. Målt i underliggende formel sølvværdi svarede dette til en reduktion af kurantdalerens værdi til 5/48 af pålydende. Bankens grundkapital skaffedes ved en engangsskat på 6% af alle faste ejendomme som en prioritetsgæld. Ove Malling var fungerende overdirektør.
Som følge af den fortsatte belastning af statens finanser under krigen var der ikke tillid til den nye institution. Værdien af en rigsbankdaler sank til 1/64 af det pålydende, svarende til en reduktion i værdien af kurantbankdalen til ca. 1/600 af pålydende.
I 1818 ophævedes Rigsbanken, og dens aktiver og passiver overgik til Danmarks Nationalbank med den hensigt at få en adskillelse af denne banks forhold fra statens finanser.